# Günter Platzek
Günter Platzek (* 18. Juli 1930 in Hannover; † 29. November 1990 in Hamburg) war ein deutscher Musiker im Bereich Unterhaltungsmusik.

## Leben
Als Abiturient fühlte sich Platzek zum Jazz hingezogen. Er spielte in mehreren Formationen Klavier und sammelte nebenbei Erfahrungen an anderen Instrumenten. Die Voraussetzung für die Aufnahme in eine Band war einmal, dass er Vibraphon spielen müsse. Kurzentschlossen kaufte er sich eines und spezialisierte sich zunächst darauf. Eigene Kompositionen gerieten zu modern und konnten höchstens solistisch im Jochen-Ment-Quintett eingesetzt werden, nicht aber in den Tanzkapellen, für die er ebenfalls tätig war. Er fand zurück zum Piano, bediente aber außerdem inzwischen Hammond-Orgel und Akkordeon. Platzek war in der Folge an denselben Stationen beschäftigt wie Ment, nämlich in der Big Band des Norddeutschen Rundfunks sowie bei Alfred Hause und Bert Kaempfert. Ment wiederum folgte Jahre später Platzek zum James Last Orchester, in das Letzterer schon 1965 eingetreten war, nachdem Last ihn für die Produktion einer speziellen Hammond-Orgel-Langspielplatte gebucht hatte. Mit dem Orchester James Last ist seine erfolgreiche Berufslaufbahn eng verknüpft. Seine ins Jazzige und Rockige abdriftenden Einlagen ließen ihn aus dem Ensemble hervorstechen und machten ihn international bekannt. Er starb im November 1990 an einem Herzinfarkt.

## Diskografie

### Als James Last und seine Hammond-Bar-Combo
- 1965: Hammond à gogo. 27 Melodien zum Tanzen und Träumen (Zwei weitere LPs der À-gogo-Serie folgten als offizielles Mitglied des Orchesters James Last.)

### Als The Guenter Platzek Rhythm Section
- 1968: Drum Action Sound (Split-LP mit The Fred Berlipp Band)

### Als The Pop Kids
- 1971: Accordion Land. 28 Hits for Dancing

### Als Guenter Platzek
- 1979: Wintergarden

### Als Günter Platzek
- 1979: The Golden Sound of Hammond 2
- 1981: Hammond Aktuell